# Ricardo Patiño
Pour les articles homonymes, voir Patiño (homonymie) et Aroca.
Ricardo Patiño, de son nom complet Ricardo Armando Patiño Aroca, est un homme politique équatorien, né le 16 mai 1954 à Guayaquil.
Il a successivement occupé, depuis 2007, sous la présidence de Rafael Correa, les fonctions de :
- ministre de l'Économie et des Finances (Ministro de Economía y Finanzas) ;
- ministre du Littoral (Ministro del Litoral) ;
- ministre des Relations extérieures, du Commerce et de l'Intégration (Ministro de Relaciones Exteriores, Comercio e Integración).
- ministre de la Défense (Ministro de Defensa).

Il s'exile au Mexique à la suite de la répression visant les anciens responsables du parti Alianza País sous la présidence de Lenín Moreno.